# Deering (Dakota Północna)
Deering – miasto w Stanach Zjednoczonych, w stanie Dakota Północna, w hrabstwie McHenry.